# Obrovac (Bośnia i Hercegowina)
Obrovac (cyr. Обровац) – wieś w Bośni i Hercegowinie, w Republice Serbskiej, w mieście Banja Luka. W 2013 roku liczyła 469 mieszkańców.